# Enzo Erra
Vincenzo Erra, detto Enzo (Napoli, 7 luglio 1926 – Roma, 21 settembre 2011), è stato un politico, giornalista e saggista italiano.

## Biografia
Convinto fascista sin da ragazzo, nel 1943 fugge da Napoli all'arrivo degli anglo-americani e raggiunge Roma, dove si arruola, a 17 anni, tra gli allievi ufficiali della Repubblica sociale italiana. Terminato il corso, entra nella divisione San Marco della RSI. Rischia la fucilazione a Magenta dopo il 25 aprile 1945, ma riesce a scamparla e a raggiungere Napoli.

### Attività politica
Qui aderisce in un primo momento all'Uomo Qualunque, ma allaccia già contatti con ambienti neofascisti. Nel 1947 si trasferisce a Roma e s'iscrive al Movimento Sociale Italiano, nel quale si mette presto in luce come uno dei più brillanti esponenti del Raggruppamento giovanile. Il 1º gennaio 1948 fondò con Pino Rauti ed Egidio Sterpa la rivista La Sfida di cui divenne direttore. Legato al filosofo spiritualista Massimo Scaligero, cultore del pensiero di Rudolf Steiner, entra poi in contatto con Julius Evola, che collaborò alla rivista.
Eletto membro della direzione nazionale al Congresso giovanile missino del marzo 1949, Erra chiede al partito di assumere una linea intransigente e contesta le posizioni moderate della dirigenza. Insieme a Pino Rauti, alla maggior parte del movimento giovanile e in linea con le tesi di Julius Evola, si schierò in opposizione ai vecchi schieramenti contrapposti tra destra e sinistra o tra Unione sovietica e Stati Uniti, oppure tra socialismo e capitalismo.
Per due volte, nel maggio 1949 e nel luglio 1950, con i militanti del suo gruppo, occupa per protesta la sede nazionale del MSI. Terminata l'esperienza de La Sfida, fonda nel 1950 la rivista "Imperium", che ospita diversi interventi di Evola e Scaligero.
Arrestato nel gennaio 1951, nell'ambito dell'inchiesta che porta al cosiddetto "processo FAR", viene assolto nel novembre dello stesso anno, insieme a Rauti e numerosi altri giovani attivisti della destra. Erra raggiunge un accordo con i vertici del MSI ed entra in direzione al III Congresso dell'Aquila del luglio 1952 e in settembre viene eletto segretario del Raggruppamento giovanile missino. Al IV Congresso del MSI (Viareggio, gennaio 1954) promuove con Pino Romualdi ed Ernesto De Marzio una corrente di destra per contrastare la sinistra missina di Ernesto Massi, che interpreta il fascismo come una forma di "socialismo nazionale", e il centro moderato di Augusto De Marsanich, Arturo Michelini e Giorgio Almirante.
Dopo alterne vicende nel novembre 1956, al V Congresso missino di Milano, Erra si schiera al fianco di Michelini (eletto segretario nell'ottobre 1954) nello scontro all'ultimo voto con Almirante. Più tardi però contesta la decisione di Michelini di concludere un nuovo accordo con lo stesso Almirante. Agli inizi del 1958 si dimette dal MSI per fondare con Nicola Foschini il Movimento Nazionale Italiano, che si presenta alle elezioni politiche insieme al Partito Monarchico Popolare dell'armatore napoletano Achille Lauro. Erra però non viene eletto alle politiche del 1958.
Rientrato nel MSI alla fine degli anni ottanta, tra il 1990 ed il 1992 fu sostenitore del suo vecchio sodale Rauti, divenuto segretario nazionale del MSI e restò anche in AN fino alla svolta di Fiuggi. Abbandonata la politica attiva, si dedicò completamente all'attività di saggista e conferenziere, fino alla scomparsa avvenuta all'età di 85 anni.

### Attività giornalistica e saggistica
Nel 1954 lascia la segreteria giovanile del MSI e assume la condirezione del settimanale "Lotta Politica", organo ufficiale del MSI, che però viene chiuso nel 1955.
Nel 1958 lascia per un lungo periodo la politica attiva, dedicandosi esclusivamente al giornalismo. Lavora quindi per i quotidiani "Roma" di Napoli e "La Notte" di Milano, per i quali per anni è cronista parlamentare e notista politico. Nel 1976, all'indomani della pubblicazione dell'Intervista sul fascismo di Renzo De Felice, Erra scrisse, insieme a Maurice Bardèche, Gottfried Eisermann, Julien Freund, A. James Gregor e Giovanni Volpe, un volume intitolato Sei risposte a Renzo De Felice. Nel suo scritto Erra, specularmente a quanto affermato dai critici "da sinistra" di De Felice, contestò la tesi defeliciana secondo cui il fascismo era un fenomeno definitivamente tramontato ed irripetibile.
Nel 1979 collabora con la rivista della Nuova Destra "Elementi". Negli ultimi venti anni pubblica numerose opere di storia e di politica. Lo storico Giuseppe Parlato, in un saggio sulle origini del neofascismo definisce Erra «uno dei più lucidi intellettuali del mondo missino».

## Opere
- L'interpretazione del fascismo nel problema storico italiano, Roma, Giovanni Volpe Editore, 1971
- Sei risposte a Renzo De Felice, Roma, Giovanni Volpe Editore, 1976 (con Maurice Bardèche, Gottfried Eisermann, Julien Freund, A. James Gregor e "Il testimone anonimo", pseudonimo di Giovanni Volpe)
- Il Cappotto di Napoleone. Miseria e nobiltà della politica italiana, Vibo Valentia, Edizioni Settecolori, 1986
- Napoli 1943 - Le quattro giornate che non ci furono, Milano, Longanesi, 1993
- Le radici del fascismo: una storia da riscrivere, Roma, Edizioni Settimo Sigillo, 1995, 1998
- La repubblica di via Rasella, Roma, Edizioni Settimo Sigillo, 1999 (con Francesco Calogero Grimaldi)
- La sindrome di Fiuggi: il fascismo alla resa dei conti, Roma, Edizioni Settimo Sigillo, 2003
- La patria che visse due volte: il fascismo e l'Italia dal 25 luglio al 25 aprile, Roma, Edizioni Settimo Sigillo, 2004
- Steiner e Scaligero: due maestri, una via, Roma, Edizioni Settimo Sigillo, 2006
- L'inganno europeo, Roma, Edizioni Settimo Sigillo, 2006
- L'Italia nella luce e nell'ombra, Roma, Edizioni Tilopa, 2007